# رایان گیلیگان
رایان گیلیگان (انگلیسی: Ryan Gilligan؛ زادهٔ ۱۸ ژانویهٔ ۱۹۸۷) بازیکن فوتبال اهل بریتانیا است.
از باشگاه‌هایی که در آن بازی کرده‌است می‌توان به باشگاه فوتبال نیوپورت کانتی، باشگاه فوتبال تورکی یونایتد، باشگاه فوتبال اوسترشوندس، باشگاه فوتبال دالکورد، و باشگاه فوتبال نورث‌همپتون تاون اشاره کرد.